# 普萊森特里奇 (密歇根州)
普萊森特里奇（英語：Pleasant Ridge）是一個位於美國密歇根州奧克蘭縣的城市。

## 人口
根據2020年美國人口普查的數據，普萊森特里奇的面積為1.48平方千米，當中陸地面積為1.48平方千米，而水域面積為0.00平方千米。當地共有人口2627人，而人口密度為每平方千米1,775人。